# Hansenius vosseleri
Espèce
Hansenius vosseleri est une espèce de pseudoscorpions de la famille des Cheliferidae.

## Distribution
Cette espèce se rencontre en Tanzanie et au Kenya.

## Description
La femelle holotype mesure 2,3 mm.

## Étymologie
Cette espèce est nommée en l'honneur de Julius Vosseler.

## Publication originale
- Beier, 1944 : Über Pseudoscorpioniden aus Ostafrika. Eos, Madrid, vol. 20, p. 173-212.